# Satipatthana
Satipaṭṭhāna is het Pali-woord voor het boeddhistische concept voor het tot stand brengen van mindfulness (sati). De beoefening ervan wordt beschouwd als onontbeerlijk voor het bereiken van nirvana.
De beoefenaar richt zijn aandacht achtereenvolgens op zijn lichaam (kāya), gevoelens (vedanā), geest (citta) en zijn mentale concepten (dhamma) - oftewel het gehele scala aan de ervaring van zichzelf. Het doel van de meditatie is onderkennen dat deze gewaarwordingen slechts vergankelijk zijn en niet te verwarren zijn met een 'ik' of ego. 
De beoefening leidt ertoe dat gedragskenmerken die voortvloeien uit deze aanvankelijke verwarring, zoals ontevredenheid (domanassa), zullen oplossen; zij worden vervangen door een juist begrip (jñāṇa) en herinnering (paṭissati) van de dingen zoals ze zijn.